# 迪布斯·德奈什
迪布斯·德奈什（匈牙利語：Dibusz Dénes；1990年11月16日—）是一位匈牙利足球運動員。在場上的位置是守門員。他現在效力於匈牙利足球甲級聯賽球隊費倫斯華路士體育會。他也代表匈牙利國家足球隊參賽。

## 外部連結
- Profile at HLSZ[]
- Soccerway資料庫：迪布斯·德奈什